# 第三代比特侯爵约翰·克赖顿-斯图尔特
第三代比特侯爵约翰·帕特里克·克赖顿-斯图尔特 KT（John Patrick Crichton-Stuart, 3rd Marquess of Bute 1847年9月12日—1900年10月9日），是一名英国贵族、工业资本家、古董收藏家、慈善家及学者。他出生六个月时就继承了比特侯爵的爵位及随之而来的庞大财富，21岁时抛弃苏格兰教会转而皈依天主教，引起社会震动，随后的岁月中成为当代英国天主教的中流砥柱，加入了耶路撒冷圣墓骑士团，并获得圣大额我略教宗骑士团勋章。

## 生平

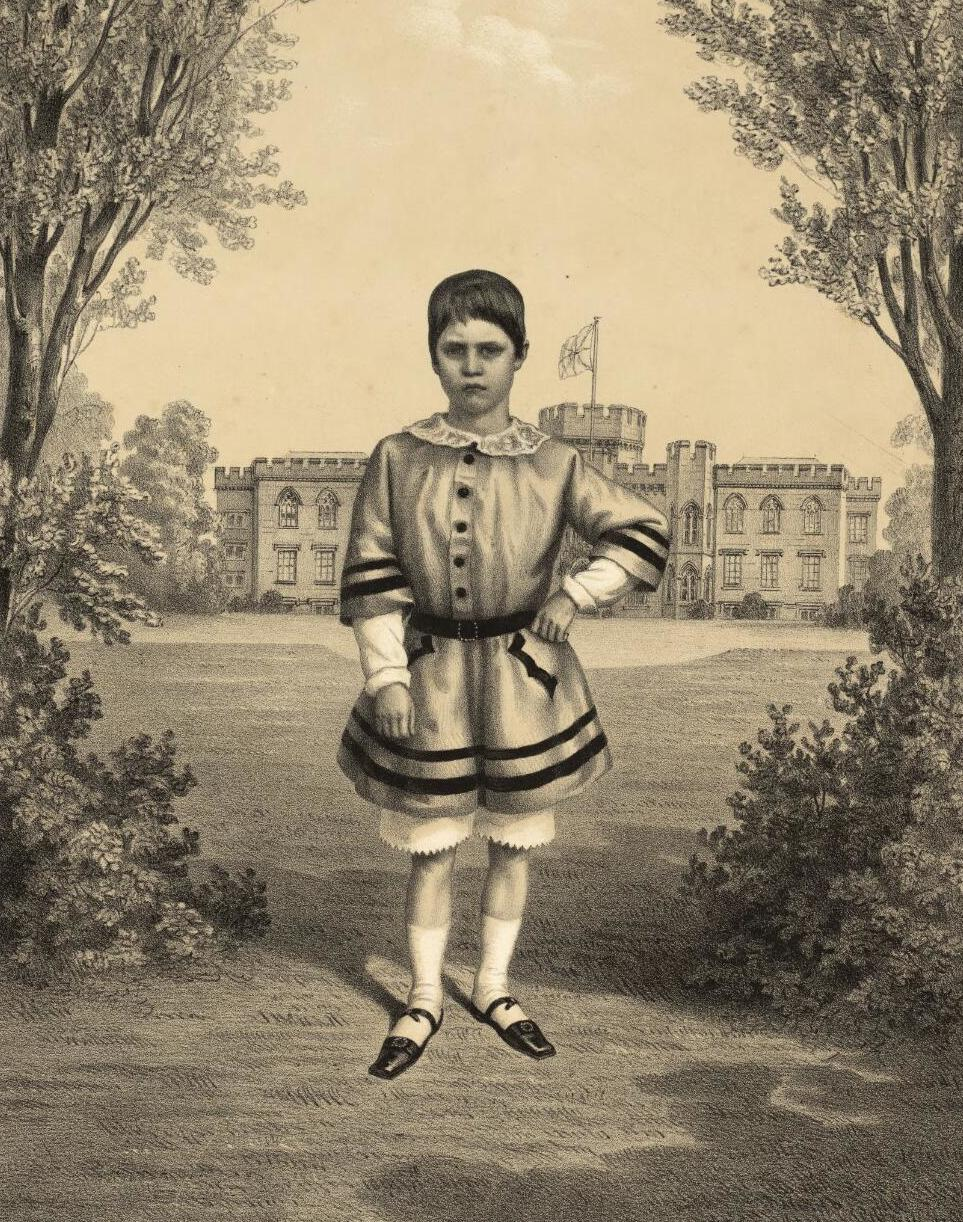
童年像

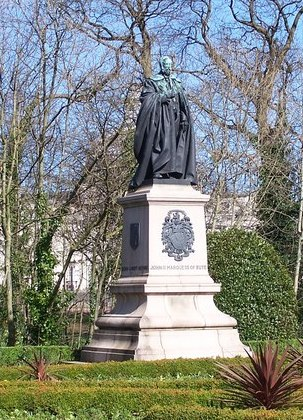
加的夫的侯爵像

他出生于苏格兰比特岛家族世代居住的斯图尔特山庄园，出生时获得邓弗里斯伯爵头衔，次年其父第二代比特侯爵约翰·克赖顿-斯图尔特去世，年仅六岁的约翰继承了父亲的爵位，成为比特侯爵。他曾就读于哈罗公学和牛津大学基督堂学院，12岁时母亲也去世。1868年12月8日，他在萨瑟克一座修道院中皈依天主教，在英国贵族中成为丑闻。本杰明·迪斯雷利的小说《Lothair》是受此事件启发而写成的。
他的爱好十分广泛，对宗教、中世纪文化、建筑、语言学等都有涉猎，并将父亲给他留下的财富大量投入到这些爱好中。在这之中，他尤其以对建筑的投资出名，在后世被誉为19世纪英国最伟大的乡村别墅建造人。他和威廉·伯吉斯自1865年开始合作直至伯吉斯于1881年去世，哥特复兴式建筑的典范加迪夫城堡和科奇城堡就是二人建造的。
1900年10月9日，约翰因布赖特氏病离世，葬于比特岛，他的心脏则埋葬于耶路撒冷的橄榄山。